# Associazione Calcio Stabia 1942-1943
Questa voce raccoglie le informazioni riguardanti l'Associazione Calcio Stabia nelle competizioni ufficiali della stagione 1942-1943.

## Divise
| Manica sinistra · Manica sinistra · Maglietta · Maglietta · Manica destra · Manica destra · Pantaloncini · Calzettoni |

## Rosa
| N. |                   | Ruolo | Calciatore     |
| -- | ----------------- | ----- | -------------- |
|    | Italia (bandiera) | C     | A. Capolino    |
|    | Italia (bandiera) | C     | B. Carrai      |
|    | Italia (bandiera) | D     | Dario Ciccone  |
|    | Italia (bandiera) | A     | G. Esposito    |
|    | Italia (bandiera) | A     | N. Facchini    |
|    | Italia (bandiera) | A     | Giuseppe Gerbi |
|    | Italia (bandiera) | A     | Vasco Lenzi    |
|    | Italia (bandiera) | C     | R. Lucentini   |

| N. |                   | Ruolo | Calciatore         |
| -- | ----------------- | ----- | ------------------ |
|    | Italia (bandiera) | D     | A. Marfucci        |
|    | Italia (bandiera) | D     | Onelio Matterozzi  |
|    | Italia (bandiera) | P     | N. Morsia          |
|    | Italia (bandiera) | P     | G. Norizzano       |
|    | Italia (bandiera) | C     | Ferdinando Pastore |
|    | Italia (bandiera) | A     | A. Solbiati        |
|    | Italia (bandiera) | D     | F. Starace         |
|    | Italia (bandiera) | C     | Mario Vallaro      |

## Risultati

### Serie C

#### Girone L

##### Girone di andata
| Arbitro: | Altomare |

|                           |           |           |
| Margiotta 20’ Tortora 80’ | Marcatori | 35’ Gerbi |

| Arbitro: | Cristiantiello |

|                              |           |  |
| Lenzi 57’ (rig.) Pastore 61’ | Marcatori |  |

| Torre Annunziata 18 ottobre 1942 3ª giornata | Savoia | 1 – 0 | Stabia |  |

| Arbitro: | Cilento |

|  |           |                            |
|  | Marcatori | 11’ Guadagnoli 23’ Muzioli |

| Civitavecchia 1 novembre 1942 5ª giornata | Civitavecchiese | 1 – 2 | Stabia |  |

| Castellammare di Stabia 19 novembre 1942 6ª giornata | Stabia | 0 – 2 | Salernitana |  |

| Colleferro 15 novembre 1942 7ª giornata                                         | BPD Colleferro | 3 – 1 referto | Stabia |  |
| \| \| \| \| \| Scategni 45’ Ippolito 49’ Corsi 63’ \| Marcatori \| 25’ Lulli \| |                |               |        |  |
|                                                                                 |                |               |        |  |
| Scategni 45’ Ippolito 49’ Corsi 63’                                             | Marcatori      | 25’ Lulli     |        |  |

| Castellammare di Stabia 22 novembre 1942 8ª giornata | Stabia | 2 – 0 | Casertana |  |

| Castellammare di Stabia 29 novembre 1942 9ª giornata | Stabia | 2 – 0 | Scafatese |  |

| Napoli 20 dicembre 1942 10ª giornata | Ilva Bagnolese | 2 – 1 | Stabia |  |

| Castellammare di Stabia 13 dicembre 1942 11ª giornata | Stabia | 1 – 0 | Cavese |  |

##### Girone di ritorno
| Castellammare di Stabia 3 gennaio 1943 12ª giornata | Stabia | 1 – 2 | Baratta Battipaglia |  |

| Roma 10 gennaio 1943 13ª giornata | VV.FF. Roma | 2 – 0 | Stabia |  |

| 17 gennaio 1943 14ª giornata | Stabia | 1 – 0 | Savoia |  |

| Arbitro: | Pinaglia |

|                       |           |                   |
| Guadagnoli 10’ (rig.) | Marcatori | 38’, 67’ Esposito |

| Arbitro: | Pera |

|                       |           |             |
| Gerbi 75’ Pastore 89’ | Marcatori | 76’ Altieri |

| Salerno 7 febbraio 1943 17ª giornata | Salernitana | 3 – 1 | Stabia |  |

| Castellammare di Stabia 14 febbraio 1943 18ª giornata | Stabia | 2 – 0 | BPD Colleferro |  |

| Caserta 21 febbraio 1943 19ª giornata | Casertana | 1 – 3 | Stabia |  |

| Scafati 28 febbraio 1943 20ª giornata | Scafatese | 2 – 1 | Stabia |  |

| Castellammare di Stabia 7 marzo 1943 21ª giornata | Stabia | 0 – 2 | Ilva Bagnolese |  |

| Cava de' Tirreni 14 marzo 1943 22ª giornata | Cavese | 2 – 0 | Stabia |  |